# Премия имени И. И. Мечникова
Премия имени И. И. Мечникова — научная награда, учреждённая Академией наук СССР в 1945 году за выдающиеся работы в области иммунологии, сравнительной и экспериментальной патологии и крупные научные достижения в области биологии и биомедицины. Присуждение премии началось с 1949 года, после прекращения существования СССР премию присуждает Отделение общей биологии (биологических наук) Российской академии наук.
Премия названа в честь выдающегося русского биолога, одного из основоположников эволюционной эмбриологии, создателя сравнительной патологии воспаления, фагоцитарной теории иммунитета, основателя научной геронтологии, лауреата Нобелевской премии в области физиологии и медицины И. И. Мечникова (1845—1916).
В соответствии с решением Президиума АН СССР 1959 года, определившим основные принципы присуждения наград, с 1957 года премию присуждают раз в три года. Следующее присуждение премии ожидается в 2020 году.

## Награждённые ученые
- 1949 — Николай Иванович Латышев — за работы по кожному лейшманиозу
- 1949 — Григорий Константинович Хрущов — за работу «Роль лейкоцитов в восстановительных процессах в тканях»
- 1950 — Митин, Марк Борисович, Александр Иванович Опарин, Артавазд Аршакович Авакян, Норайр Мартиросович Сисакян, Хили Файвелович Кушнер, Константин Степанович Сухов, Пётр Васильевич Макаров, Константин Васильевич Косиков и Всеволод Николаевич Столетов — за сборник «Против реакционного морганизма-менделизма»
- 1950 — Михаил Валентинович Войно-Ясенецкий — за работу «Патологическая анатомия и некоторые вопросы патогенеза малярии»
- 1951 — Николай Александрович Красильников — за работу «Актиномицеты-антагонисты и антибиотические вещества»
- 1953 — Артемий Васильевич Иванов — за цикл работ по морфологии беспозвоночных животных
- 1957 — Михаил Александрович Пешков — за работу «Цитология бактерий»
- 1960 — Юрий Михайлович Ралль— за работу «Лекции по эпизоотологии чумы»
- 1963 — Мария Матвеевна Ременцова — за монографию «Бруцеллез диких животных» (1962 год)
- 1966 — Хуан Хуанович Планельес — за монографию «Побочные явления при антибиотикотерапии бактериальных инфекций», 2-е издание, 1965 год
- 1969 — Игорь Борисович Райков — за монографию «Кариология простейших», издание 1967 года
- 1972 — Всеволод Яковлевич Бродский — по совокупности работ, включающей монографию «Трофика клетки» и серию публикаций по физиологии клетки
- 1975 — Николай Григорьевич Хрущов— за серию работ по проблеме гистогенеза соединительной ткани
- 1978 — Рэм Викторович Петров— за монографию «Иммунология и иммуногенетика»
- 1981 — Юрий Иванович Полянский — за цикл работ на тему «Изменчивость и эволюция (на примере простейших)»
- 1984 — Борис Петрович Мантейфель — за цикл работ на тему «Экологические и эволюционные аспекты поведения животных»
- 1987 — Илья Сергеевич Даревский — за серию работ «Происхождение и роль в эволюции естественного партеногенеза у высших позвоночных животных»
- 1990 — Александр Павлович Авцын — за серию работ «Патология инфекционных заболеваний»
- 1990 — Александр Михайлович Уголев — за серию работ «Пристеночное пищеварение» и «Механизмы самопереваривания»
- 1993 — Раиса Петровна Горшкова, Тамара Фёдоровна Соловьёва и Юрий Семёнович Оводов — за серию работ «Химическое и иммунохимическое исследование О-соматических антигенов грамотицательных бактерий»
- 1995 — Рахим Мусаевич Хаитов— за серию работ «Современные проблемы иммунодиагностики, иммунопрофилактики и резистентности при инфекционных процессах»
- 2002 — Олег Валерьевич Бухарин и Валерий Александрович Черешнев — за цикл работ "Адаптивные стратегии взаимодействия симбионтов в системе «паразит-хозяин»
- 2005 — Сергей Александрович Короленко — за цикл работ по теме «Обратимая вакуолизация Т-системы скелетных мышечных клеток: функциональная роль и механизмы возникновения»
- 2008 — Юрий Сергеевич Сидоренко— за цикл работ по теме «Возможности аутобиотерапии в решении актуальных проблем биомедицины»
- 2011 — Сергей Артурович Недоспасов и Александр Александрович Ярилин — за цикл научных работ «Молекулярно-клеточные механизмы организации лимфоидных органов человека и мыши»
- 2014 — Сергей Михайлович Деев — за серию работ «Рекомбинантные антитела и их производные для направленного воздействия на опухолевые клетки»
- 2017 — Реваз Исмаилович Сепиашвили — за серию работ «Иммунореабилитология»
- 2020 — Караулов, Александр Викторович и Муса Рахимович Хаитов — за «Цикл работ по молекулярной иммунологии и аллергологии»
- 2023 — доктора медицинских наук Наталья Валентиновна Яглова и Сергей Станиславович Обернихин — за монографию «Развитие имунной системы потомства после имунностимулирующего воздействия в ранние сроки беременности»